# Ljubytino
Ljubitino è un insediamento di tipo urbano della Russia europea nordoccidentale, situato nella oblast' di Novgorod; appartiene amministrativamente al rajon Ljubytinskij, del quale è il capoluogo.